# Castello di Montuè
Il Castello di Montuè, un tempo Montù de Gabbi, è una costruzione situata nella frazione di Montuè, nel comune italiano di Canneto Pavese, in provincia di Pavia. L'edificio era posto in posizione strategica tra la Rocca di Montalino e il castello di Cigognola, si trova nell'Oltrepò Pavese, su un rilievo che domina il borgo di Montuè, in posizione dominante negli ultimi rilievi delle colline della valle Versa con vista che spazia sulla Pianura Padana.

## Storia
Montù de Gabbi, già nell'XI secolo, era il centro più importante del comune, di cui gli altri seguirono le sorti,  Montù sta per Monte Acuto; era detto anche Montuè ovvero Monte Acutello. Appartenne alla famiglia dei  Gabbi fino al XV secolo, poi il loro potere fu usurpato dai Beccaria (una famiglia aristocratica di parte ghibellina di Pavia), che lo unirono al feudo di Broni. Non si ha data certa della sua costruzione, secondo alcune indicazioni posta attorno al XVI secolo. Torre inserita in un complesso rustico a cui venne annesso nel XVIII secolo il Palazzo d'Adda.
Nel 1818 ospitò la regina Carolina di Brunswick, moglie di Giorgio IV del Regno Unito, durante un suo viaggio che le costò l’accusa di infedeltà al re suo marito. Di proprietà delle contesse Vittoria e Romana Rota Candiani, nel 1925, venne acquistato dall'ingegner Angelo Pollini di Pavia che presto ne iniziò la demolizione per ottenere materiale da costruzione, venne letteralmente smontato sin quasi alla fondamenta e fino all'ordinanza che bloccò i lavori.

## Struttura
Dell'originaria struttura, documentata da numerose immagini, resta poco, tanto da intuire il perimetro e la scala elicoidale che univa il pianterreno a quelli superiori. In origine l'edificio aveva pianta quadrata, era probabilmente una torre di avvistamento che fungeva da porta d'accesso al complesso di edifici rustici, visibile la traccia di un'arcata, oggi murata, sul fronte verso strada.